# Chín Hầm

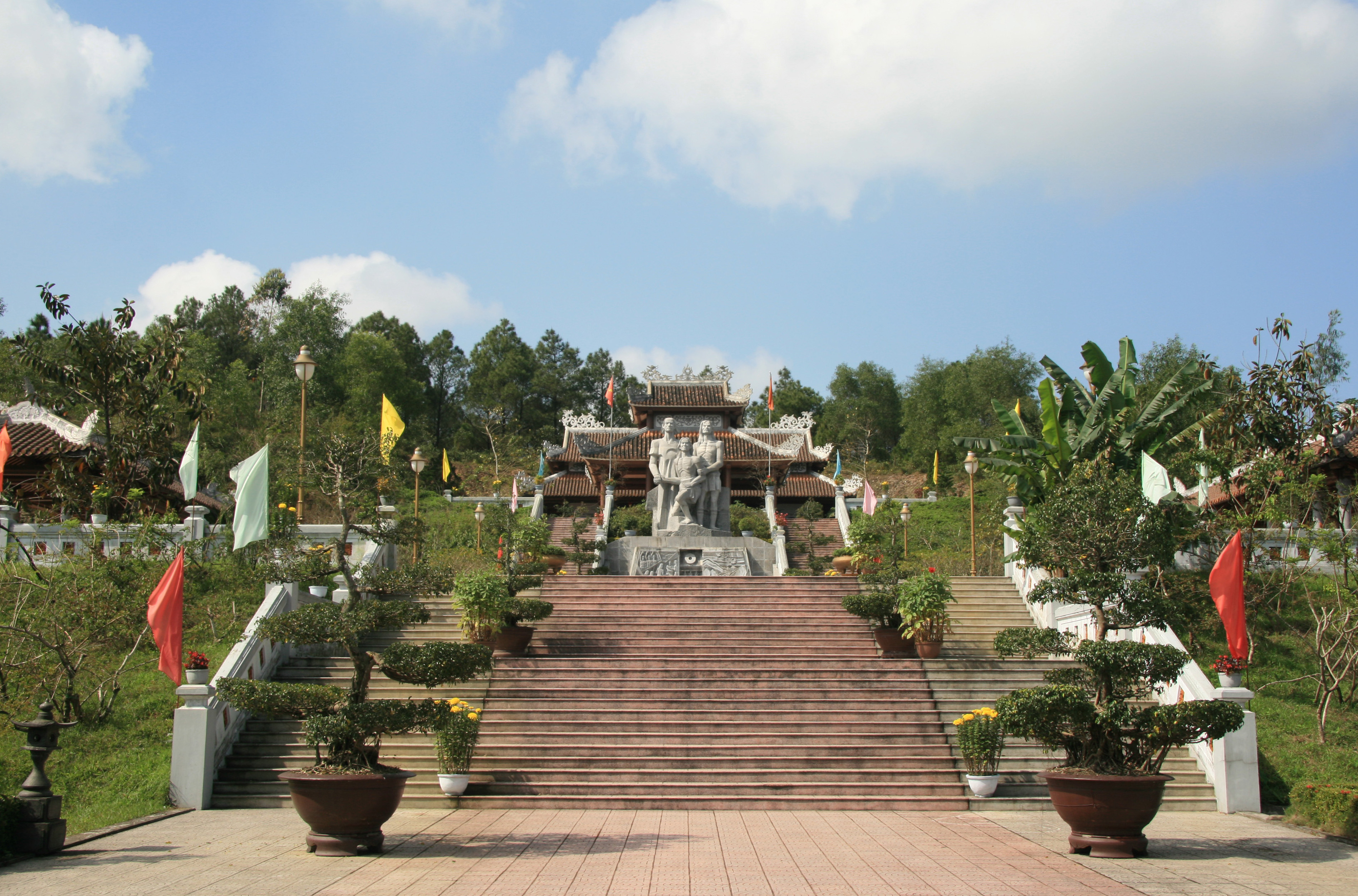
Khu lưu niệm tội ác khu vực Chín Hầm

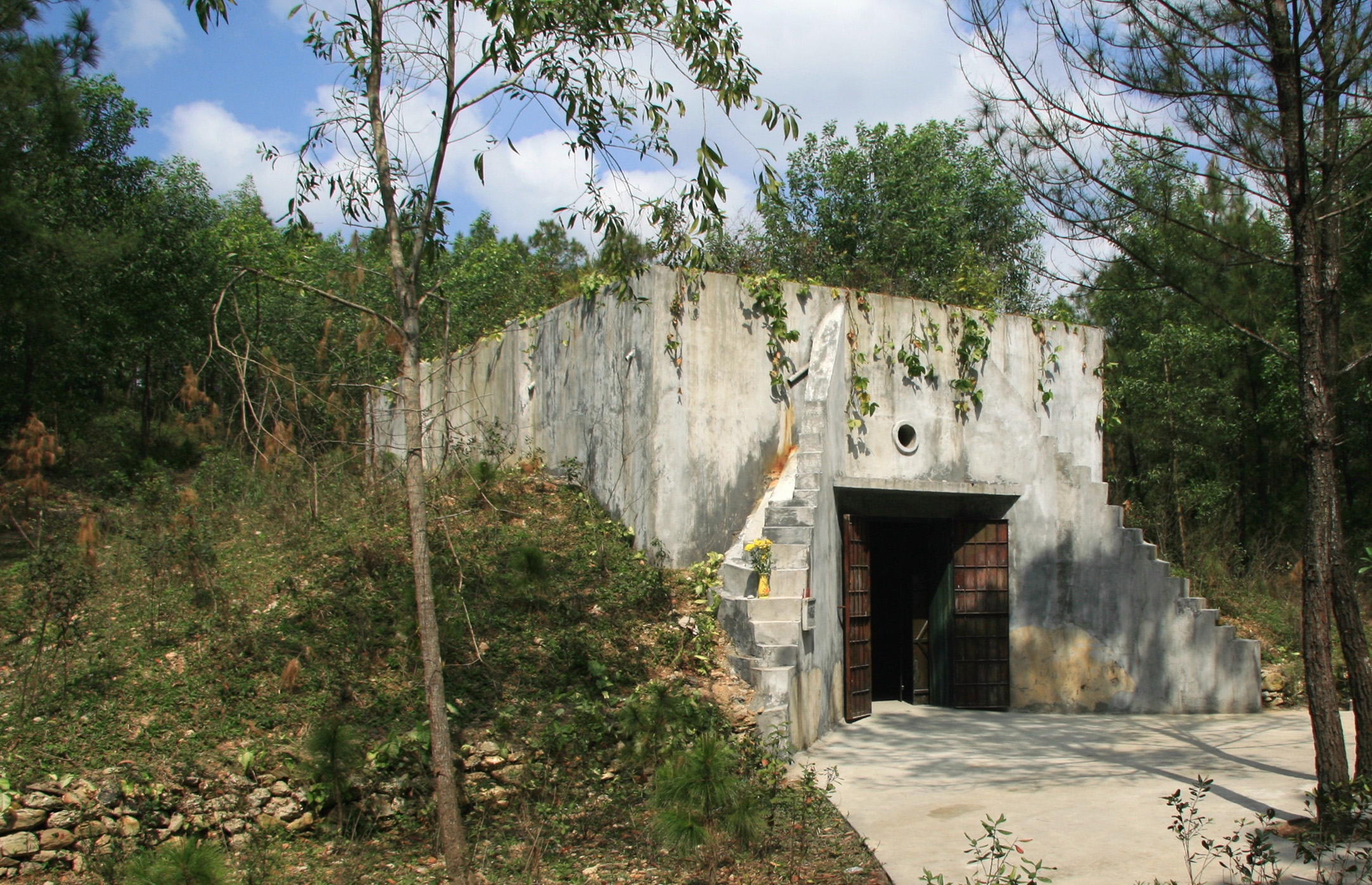
Hầm số 8 được gọi là "Địa ngục trần gian"

Chín Hầm là một khu di tích lịch sử thuộc phường An Tây, quận Thuận Hóa, thành phố Huế, cách trung tâm thành phố khoảng 6 km về phía nam, dưới chân núi Thiên Thai.
Gọi là Chín Hầm nhưng thực ra chỉ có 8 hầm và 1 căn nhà gác. Đây là khu vực kho tàng vật liệu vũ khí chiến tranh do quân đội Pháp xây dựng từ năm 1941.
Từ năm 1954, Ngô Đình Cẩn dùng nơi này để biệt giam những người Cộng sản và một số người dân Huế đấu tranh chống chế độ độc tài gia đình trị họ Ngô.
Các hầm được phân bố trên 2/3 quả đồi, cửa hầm hướng xuống chân đồi, hầm có hình chữ nhật, chiều rộng bằng 2/3 chiều dài. Trừ hầm số 1 chìm sâu xuống lòng đất, các hầm còn lại đều nổi lên mặt đất từ 1/3 đến 2/3 chiều cao của hầm. Hầm được xây dựng kiên cố bằng bê tông cốt sắt, trần hầm có độ dày 0,5m.
Những hầm này còn được gọi là chuồng cọp, trong hầm được chia thành 2 dãy xà lim chuồng cọp, mỗi chuồng rộng 0,9m, dài 0,2m, cao 1,5m phía trên đầu là một lưới sắt, mỗi hầm có 1 lỗ thông hơi nhỏ.
Sau năm 1975 Chín Hầm đã được xếp hạng di tích quốc gia.
Theo quyết định số 2015VH-QĐ ngày 26/02/1993, Chín Hầm và ngôi biệt thự của Ngô Đình Cẩn (cách đó 1 km) được Nhà nước Việt Nam công nhận là Di tích lịch sử với tên gọi "Di tích lịch sử lưu niệm tội ác khu vực Chín Hầm và nhà Ngô Đình Cẩn".
Ông Trần Quốc Hương (là cấp trên trực tiếp của các nhà tình báo: Vũ Ngọc Nhạ, Lê Hữu Thúy, Phạm Ngọc Thảo, Phạm Xuân Ẩn) từng bị giam tại đây 
Một đại tá tình báo khác là Hoàng Minh Vân cũng từng bị giam ở đây trong thời gian 1957-1963. Ông đã sáng tác truyền khẩu một tập thơ "Sống trong mồ" để mô tả cuộc sống địa ngục tại đây.

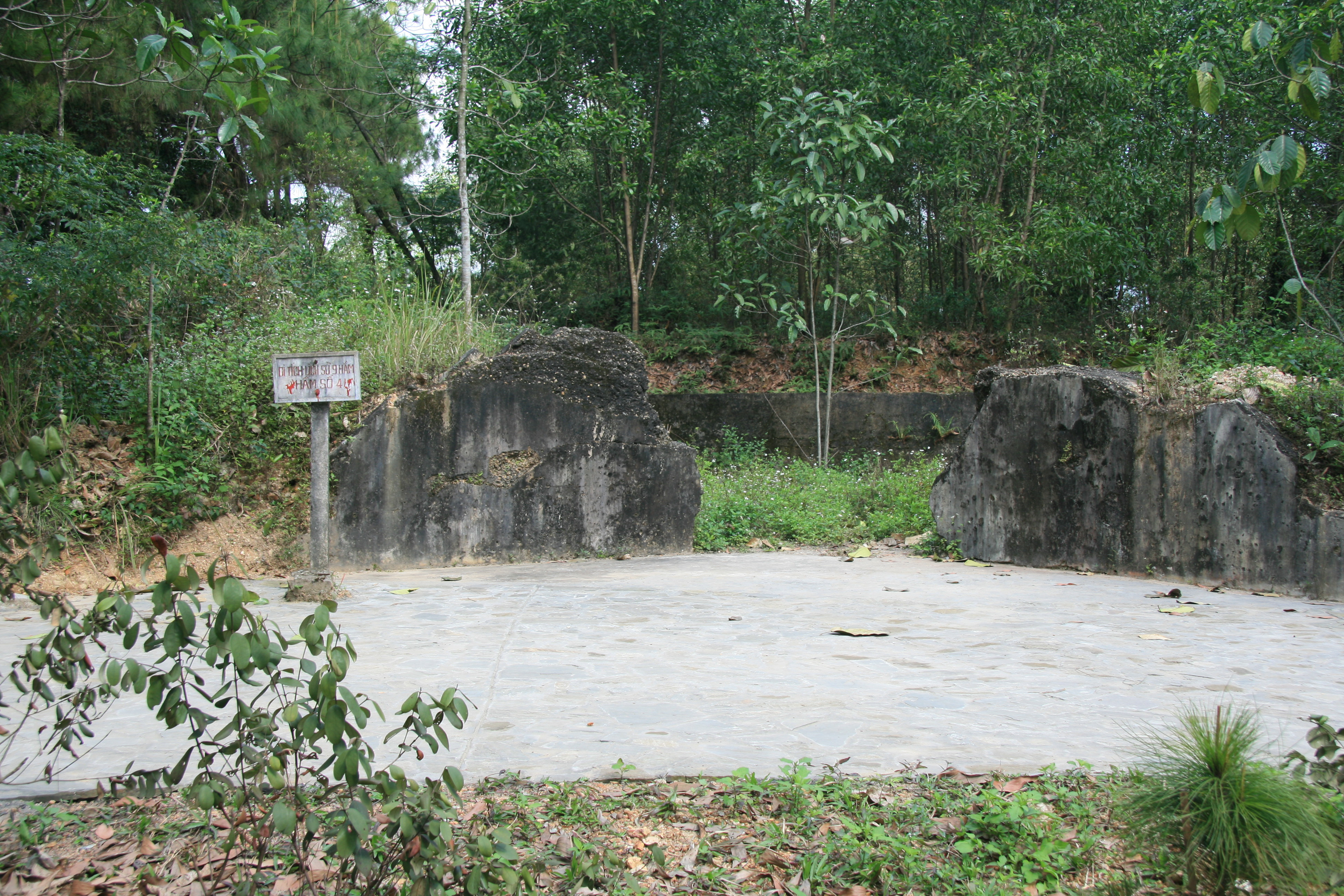
Hầm số 4
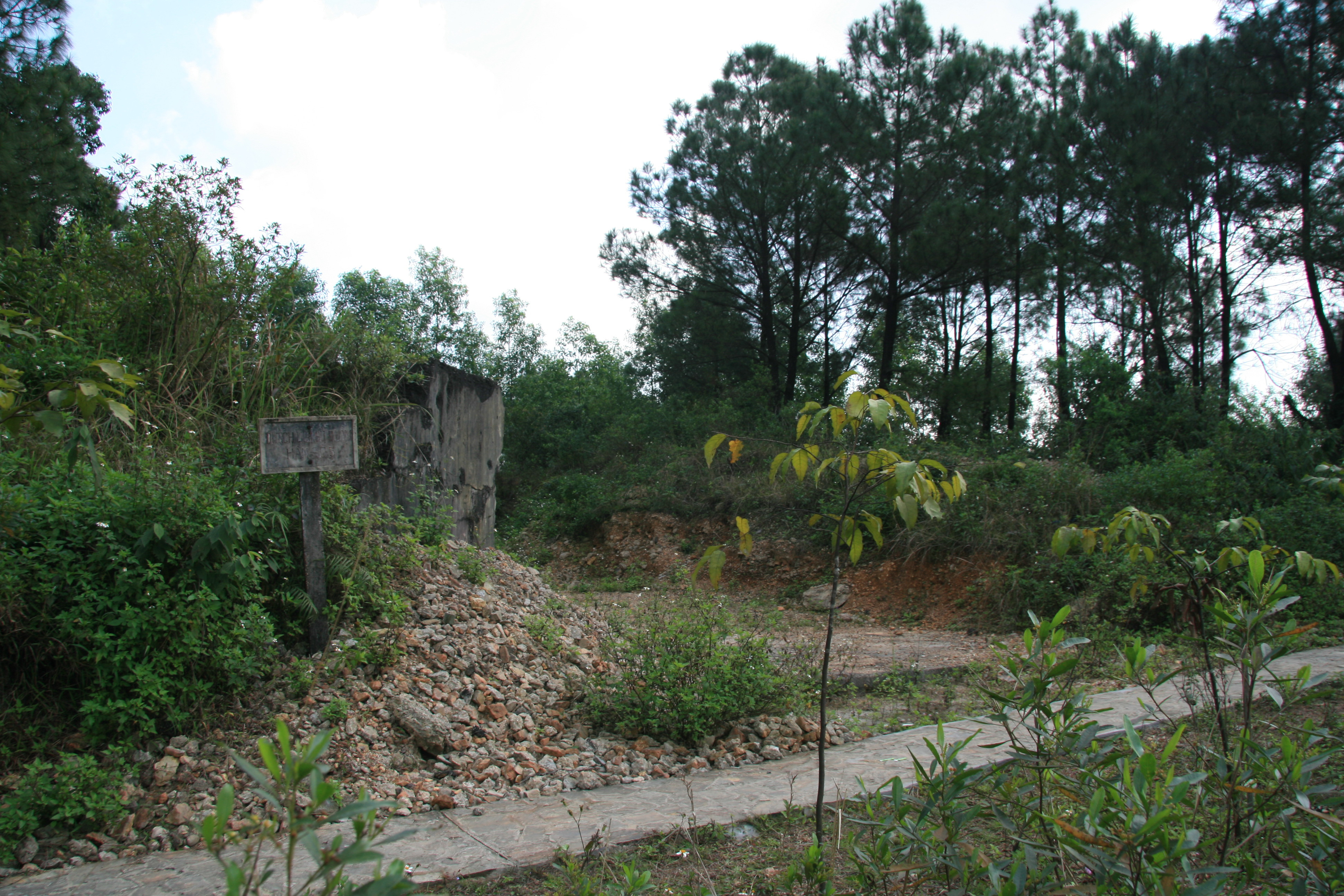
Hầm số 5
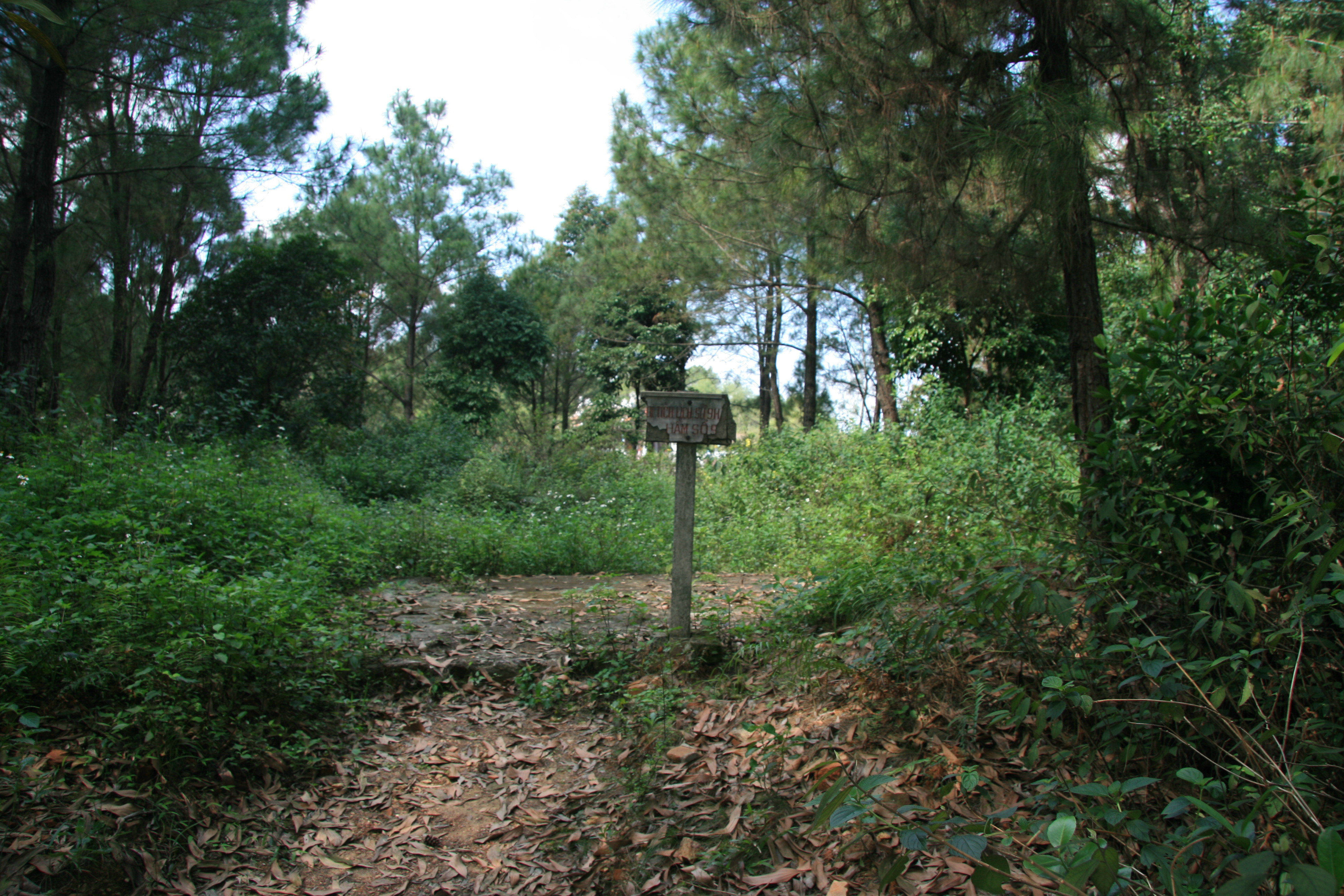
Hầm số 9
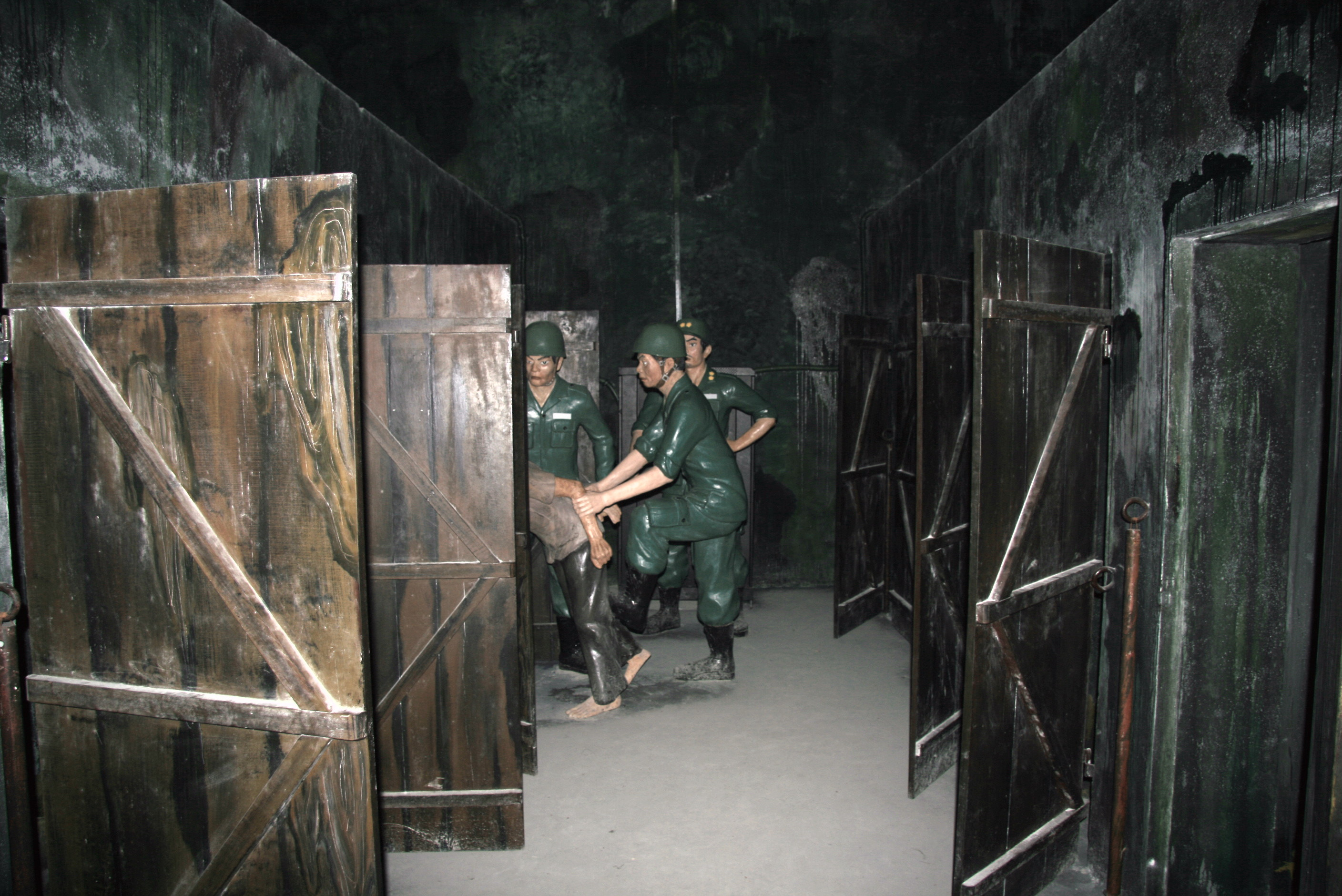
Mô phỏng một cảnh bắt giam
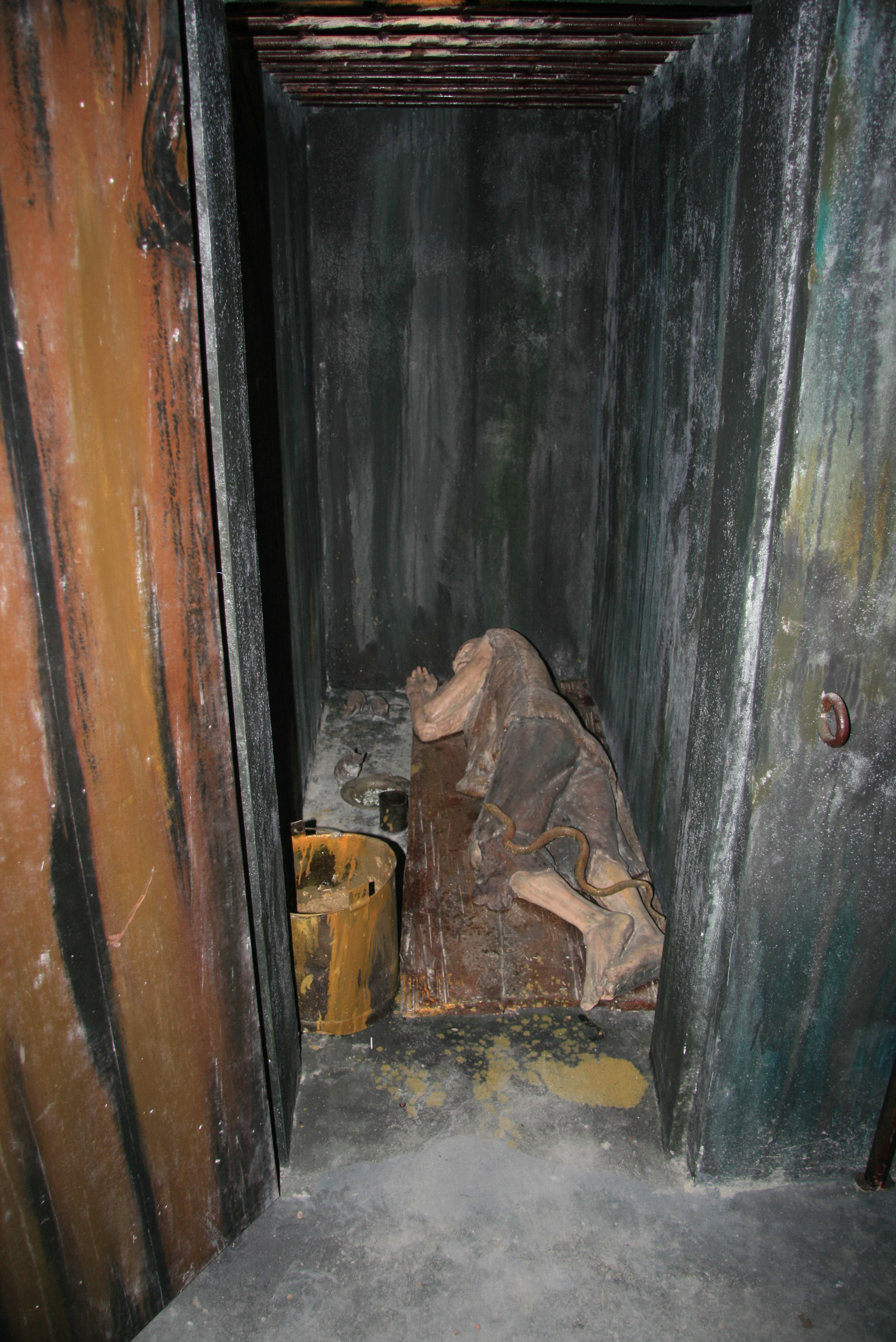
Mô phỏng cảnh 1 tù nhân tại hầm số 8